# 尹善友
尹善友（1985年9月7日—），本名尹民洙（韓語：윤민수），韓國男演員，名字常音譯為尹善宇。2003年透過EBS兒童電視劇出道，2014年出演《一片丹心蒲公英》後，便以藝名尹善友開始活動。

## 個人生活
尹善友與同為演員的金佳恩於2014年因共同出演電視劇《一片丹心蒲公英》相識，進而發展成戀人關係，交往十年後於2025年10月結婚，將採非公開形式舉行。

## 出演作品

### 電視劇
| 年份   | 平台 | 劇名                                 | 角色             | 備註              |
| 2003年 | EBS  | 《環境戰隊Genta Force》              | 玄風／Genta Wind | 主演              |
| 2006年 | MBC  | 《MBC Best劇場—曝露》                | 池聖元           |                   |
| 2010年 | OCN  | 《神的測驗》                         | 俊亨             | EP8               |
| 2011年 | KBS2 | 《重案組》                           |                  |                   |
| 2013年 | MBC  | 《閃耀的羅曼史》                     | 吳允娜的朋友     |                   |
| 2014年 | KBS2 | 《KBS Drama Special—你很可愛吳萬福》 | 俊               | 主演              |
| 2014年 | KBS2 | 《一片丹心蒲公英》                   | 申泰伍           | 主演              |
| 2016年 | SBS  | 《月之戀人—步步驚心：麗》            | 九王子王垣       | [ 6 ] [ 7 ] [ 8 ] |
| 2017年 | SBS  | 《再次重逢的世界》                   | 成英俊           |                   |
| 2018年 | SBS  | 《雖然30但仍17》                     | 金亨泰           |                   |
| 2019年 | KBS2 | 《為何那樣，奉尚先生》               | 劉雄萬           |                   |
| 2019年 | KBS1 | 《拜託了，夏天啊》                   | 周相元           | 主演              |
| 2019年 | SBS  | 《Stove League》                     | 白永秀           |                   |
| 2020年 | JTBC | 《夫妻的世界》                       | 圖書館男         | 特別出演 EP16     |
| 2020年 | KBS2 | 《他就是那傢伙》                     | 徐賢珠的前男友   | 特別出演          |
| 2020年 | tvN  | 《日與夜》                           | 文在雄           | 主演              |
| 2022年 | ENA  | 《Good Job》                         | 姜泰俊           | 配角              |
| 2023年 | MBC  | 《第三次結婚》                       | 王耀漢           | 主演              |

### 電影
| 年份   | 片名                     | 角色             | 備註           |
| 2003年 | 《the Circle／變態輪迴》 | 단연             | 少年時期       |
| 2011年 | 《Bang!》                | 男人             | 主演・短篇電影 |
| 2012年 | 《The Moral in My Time》 | 20代俊亨         | 主演・短篇電影 |
| 2013年 | 《7號房的禮物》          | 模擬法庭的檢察官 |                |
| 2016年 | 《站起來的人》           | 敏圭             |                |
| 待公布 | 《我的女神》             |                  | 主演           |

## 獲獎與提名
| 年份   | 頒獎典禮    | 獎項                      | 作品               | 結果 |
| 2019年 | KBS演技大獎 | 日日劇部門 男子優秀演技獎 | 《拜託了，夏天啊》 | 提名 |
| 2020年 | SBS演技大獎 | 團體助演獎                | 《Stove League》   | 獲獎 |

## 外部連結
- 尹善友的Instagram帳戶
- 尹善友在NAVER上的资料
- 尹善友在Daum上的资料